# Piercing
Piercing (iz engleskog to pierce probušiti ili probiti) je pojam koji se odnosi na probušavanje ili oblik modifikacije određenih mjesta ljudskog tijela (koža, potkožno masno tkivo ili hrskavica) gdje se stvara otvor na kojem se može nositi nakit kao sto je primjerice uho, nos, jezik ili spolni organ).
Piercing usana i jezika povijesno se pojavljuju u afričkim i američkim plemenskih kulturama. Piercing bradavica i genitalni piercing se pojavljuje u različitim kulturama: Piercing bradavica je poznat iz doba starog Rima, dok je genitalni piercing je opisan u staroj Indiji u razdoblju od 320. do 550. pr. Kr. 
Razlozi za piercing su različiti. Neke osobe to čine iz vjerskih ili duhovnih razloga, dok drugi piercing smatraju oblikom za samoizražavanje, estetsku vrijednost ili za neke osobe može biti seksualni užitak.
Može biti u skladu s njihovom kulturom, ili znak pobune protiv nje. Neki oblici piercinga su kontroverzni, osobito kad se odnosi na mlade. 

## Potencijalni problemi i opasnosti
Svi oblici piercinga mogu uzrokovati lokalno otjecanje i blago krvarenje. Piercing kroz hrskavice na uhu lako može dovesti do upale. Piercing obrva i nosa može ozlijediti Trodijelni živac. Piercing može prouzročiti celulitis
Kod temperaturama ispod minus deset stupnjeva celzija mogu se pojaviti smrzotine na području koje dodiruje nakita jer može biti hladiji od organskog tkiva.
Piercing usta (jezik, usne, frenulum) donose visok dugoročni rizik za zube i peridoncij. Piercing na jeziku relativno često dovodi do ozljeda zuba ili može uzrokovati odumiranje zubne pulpe. Intimni piercing povećava, kao i sve druge otvorene rane rizik od spolno prenosivih bolesti, kao što su Hepatitis B Hepatitis C ili AIDS. 
Prema mišljenju stručnjaka za akupunkturu na određenim mjestima piercing može djelovati kao oblik trajne akupunkture s određenim posljedicama.
Sljedeća tablica navodi okvirno vrijeme trajanja ozdravljenja kod raznih oblika piercinga:
| Ampallang: oko 3 do 6 mjeseca | Fourchette-Piercing: oa 4 do 6 tjedana | Usne: oko 4 do 8 tjedana    | Prinz-Albert: oko 4 do 6 tjedana |
| obrve: oko 6 do 8 tjedna      | Guiche: oko 8 do 12 tjedna             | Frenulum: oko 1 do 2 tjedna | Pubic: oko 8 tjedna              |
| Bridge: oko 8 do 12 tjedna    | Hafada: oko 4 do 8 tjedna              | pupak: oko 3 do 6 mjeseca   | Septum: oko 4 do 8 tjedna        |
| bradavica: oko 2 do 6 mjeseca | Klitoris: oko 4 do 6 tjedna            | Nos: oko 6 do 9 tjedna      | Triangle: oko 4 do 8 tjedna      |
| Christina: oko 8 tjedna       | Stidne usne: oko 8 do 12 tjedna        | Uho: oko 2 do 6 mjeseca     | prepucij: oko 4 do 8 tjedna      |
| Dydoe: oko 3 do 5 mjeseca     | stidne usne: oko 4 do 6 tjedna         | uho: oko 4 do 8 tjedna      | jezik: oko 2 tjedna              |

## Vanjske poveznice
{{commons:Body piercing}}